# Beat Me: The Five Knock-Outs
Beat Me: The Five Knock-Outs is een zangprogramma van SBS6, geproduceerd door Talpa Entertainment Productions, dat in de zomer van 2021 werd uitgezonden. Elke aflevering moesten kandidaten het tegen elkaar opnemen door elkaar uit te dagen. Op deze manier worden ze geld waard, als ze 6 duels achter elkaar winnen, winnen ze de jackpot van 50.000 euro.

## Inhoud van het programma
De jury bestaat uit een driekoppige vakjury die elke week wisselt en een zeventigkoppige publiekjury. De vakjury van BN'ers heeft in totaal 30 punten te verdelen en de publiekjury in totaal 70.
Eerst zingt de uitdager zijn of haar gekozen nummer, daarna de uitgedaagde speler die al geld waard is. Als beide zangers of zangeressen hebben gezongen mag de uitgedaagde speler een van de vakjuryleden vragen om advies en die geeft dat zijn of haar punten. Elk vakjurylid heeft 10 punten te verdelen, deze dient het jurylid over de 2 kandidaten te verdelen, deze verdeling kan 10-0, 0-10 maar ook 3-7 of 6-4 zijn als er maar 10 punten worden verdeeld. Daarna mag de uitgedaagde kandiaat kiezen of doorspelen en het risico lopen om zijn of haar geld kwijt te raken of uitstappen en het gespeelde geld mee naar huis nemen. Na deze beslissing geven de overige twee vakjuryleden en publiekjury hun oordeel. Degene die van de 100 punten de meeste heeft wint uiteindelijk het duel.
| Afleveringen | Jurylid 1          | Jurylid 2          | Jurylid 3           |
| ------------ | ------------------ | ------------------ | ------------------- |
| 1            | Emma Heesters      | Ronnie Flex        | Trijntje Oosterhuis |
| 2            | Jamai Loman        | Glennis Grace      | Jeroen van der Boom |
| 3            | Jim Bakkum         | Jamai Loman        | Glennis Grace       |
| 4            | Ronald Molendijk   | Maria Fiselier     | René Froger         |
| 5            | Jan Dulles         | Maria Fiselier     | Gordon              |
| 6            | Jim Bakkum         | Samantha Steenwijk | Gordon              |
| 7            | Shelley Vol        | Lisa Vol           | Amy Vol             |
| 8            | Roxeanne Hazes     | Ronald Moldendijk  | Ruth Jacott         |
| 9            | Samantha Steenwijk | Glen Faria         | Roxeanne Hazes      |